# Kenneth I. Gross

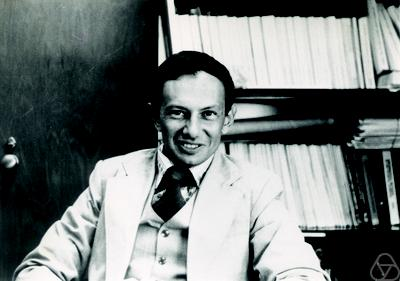
Kenneth I. Gross

Kenneth Irwin Gross (* 14. Oktober 1938 in Malden, Massachusetts; † 10. September 2017) war ein US-amerikanischer Mathematiker.
Gross studierte an der Brandeis University mit dem Bachelor-Abschluss 1960 und dem Master-Abschluss 1962. Er wurde 1966 an der Washington University bei Ray Kunze promoviert (Plancherel Transform of the Nilpotent Part of {\displaystyle G_{2}} and Applications to the Representation Theory of {\displaystyle G_{2}}). Ab 1966 war er Assistant Professor an der Tulane University und 1968 bis 1973 am Dartmouth College. 1973 wurde er Associate Professor und später Professor an der University of North Carolina in Chapel Hill. 1981 bis 1985 unterrichtete er an der University of Wyoming, war dann Programmdirektor bei der National Science Foundation und ab 1989 war er Professor an der University of Vermont.
Er war Gastprofessor an der University of California, Irvine (1972/73), 1977 an der University of Utah, 1979 an der Academia Sinica in Taiwan, 1988 an der Drexel University und 1994 an der Macquarie University in Australien.
Er befasste sich mit Harmonischer Analysis und unendlich dimensionaler Darstellungstheorie von Gruppen, Analysis auf Liegruppen und homogenen Räumen, mit Anwendungen in der Statistik, auf spezielle Funktionen (wie Besselfunktionen) und in der Physik.
Seit den 1990er Jahren befasste er sich auch mit Mathematikdidaktik an Schulen. Er war Direktor der Vermont Mathematics Initiative und veröffentlichte in diesem Zusammenhang umfangreiches Unterrichtsmaterial. Es wird auch vom Intel Math Program verwendet.
1981 erhielt er den Chauvenet-Preis. 1979 erhielt er den Lester Randolph Ford Award. Er war Fellow der American Mathematical Society.

## Schriften
- Herausgeber: The mathematics of energy research, SIAM 1984
- Harmonic Analysis, Encyclopedia of the History and Philosophy of the Mathematical Sciences, Routledge, 1994, Band 1, S. 395–418
- Herausgeber mit D. Richards, P. Sally, T. Ton-That Representation theory and harmonic analysis, Contemporary Mathematics, Band 191, American Mathematical Society 1995
- Herausgeber mit R. Ewing, C. Martin: The Merging of Disciplines: New Directions in Pure, Applied, and Computational Mathematics, Springer Verlag 1986